# اهواکواتزینگو (شهر)
اهواکواتزینگو (شهر) (به اسپانیایی: Ahuacuotzingo (municipality)) یک منطقهٔ مسکونی در مکزیک است که در گررو واقع شده‌است.

## خصوصیات
اهواکواتزینگو ۳۸۸٫۴ کیلومترمربع مساحت و ۴٬۵۴۳ نفر جمعیت دارد.